# Manny Acta
Manuel Elias Acta, né le 11 janvier 1969 à San Pedro de Macorís, République dominicaine) est un manager de Ligue majeure de baseball et un ancien receveur en ligues mineures. Il dirige les Indians de Cleveland de 2010 à 2012 après avoir eu en charge les Nationals de Washington pendant plus de deux saisons et demie.

## Biographie

### Carrière de joueur
Manny Acta est recruté comme agent libre amateur par les Astros de Houston en 1986. Il joue quatre saisons en Ligues mineures au sein de l'organisation des Astros, passant du niveau rookie au Double-A. Transféré en 1991 chez les Braves d'Atlanta, il se contente de jouer une saison supplémentaire en Ligues mineures, au niveau Simple-A.

### Carrière de manager
Manny Acta est instructeur au troisième but pour les Expos de Montréal de 2002 à 2004, puis conserve ses fonctions en 2005 lors du transfert de la franchise vers Washington. Il devient instructeur au troisième coussin pour les Mets de New York en 2006.
Il occupe le poste de manager de l'Équipe de République dominicaine lors de la première édition de la Classique mondiale de baseball en 2006. L'équipe est éliminée en demi-finale, prenant la quatrième place du tournoi sur seize nations.
Manny Acta dirige les Nationals de Washington du début de la saison 2007 au 13 juin 2009, date à laquelle il a été congédié. Son bilan comme manager des Nationals est de 158 victoires et 252 défaites, pour un pourcentage de victoires de 0,385.
Il est nommé manager des Indians de Cleveland le 25 octobre 2009. Cleveland termine la saison en quatrième position sur cinq clubs dans la division Centrale, avec une fiche perdante de 69-93. En 2011, il mène les Indians à une surprenante saison qui voit l'équipe, malgré plusieurs joueurs blessés, occuper pendant de nombreuses semaines le premier rang de la division Centrale. Elle termine finalement deuxième avec 80 victoires et 82 défaites, une amélioration de 11 victoires. Le lendemain du dernier match, les Indians indiquent que Acta restera en poste au moins jusqu'en 2013. Cependant, la saison 2012 des Indians s'avère très décevante et le club congédie Acta le 27 septembre pour le remplacer par Sandy Alomar, Jr.. Les Indians ont alors 66 victoires et 91 défaites. En presque 3 saisons complètes à Cleveland, les Indians cont gagné 215 parties et en ont perdu 266 avec Acta aux commandes.	

### Bilan de manager
| Équipe     | Saison | Saison régulière | Saison régulière | Saison régulière | Saison régulière |  | Séries éliminatoires | Séries éliminatoires | Séries éliminatoires | Séries éliminatoires |
| Équipe     | Saison | Vic.             | Déf.             | % Vic.           | Place            |  | Vic.                 | Déf.                 | % Vic.               | Résultats            |
| Washington | 2007   | 73               | 89               | 0,450            | 4e NL Est        |  | -                    | -                    | -                    |                      |
| Washington | 2008   | 59               | 102              | 0,366            | 5e NL Est        |  | -                    | -                    | -                    |                      |
| Washington | 2009   | 87               | 26               | 0,299            | 5e NL Est        |  | -                    | -                    | -                    |                      |
| Cleveland  | 2010   | 69               | 93               | 0,426            | 4e AL Centre     |  | -                    | -                    | -                    |                      |
| Totaux     | Totaux | 227              | 345              | 0,397            |                  |  | 0                    | 0                    | 0,000                |                      |

### Vie personnelle
Lors du crash aérien du 11 octobre 2006 qui coûte notamment la vie au lanceur des Yankees de New York Cory Lidle, l'avion de tourisme impliqué s'écrase contre la façade nord d'un immeuble d'habitations de la York Avenue de New York dans le quartier Upper East Side de Manhattan. C'est l'immeuble qu'habite alors Manny Acta, qui est alors instructeur au troisième but chez les Mets de New York.